# Pizza
Pizza este un fel de mâncare cu originea în Napoli, Italia. Este o pâine plată, de obicei rotundă, acoperită cu sos de roșii și brânză, plus alte topping-uri opționale, preparată la cuptor. 
Pissa este un termen latin, apărut în secolul IX, care înseamnă „pâine plată”. Începând cu secolul XIV a căpătat sensul de „pâine plată acoperită cu brânză” în limba italiană. Un om care se pricepe la prepararea pizzei se numește pizzaiolo, iar un restaurant care servește pizza se numește „pizzerie” (în italiană pizzeria). De la multe pizzerii se poate comanda și la domiciliu, prin telefon sau internet. Pizza se găsește, de asemenea, în supermarket-uri, sub formă congelată.

## Istoric

"Pizza supremă" având: bulion, brânză, cârnați picanți, ardei gras, măsline și ciuperci. Brânza topită e adeseori întinsă sub forma ațelor atârnate

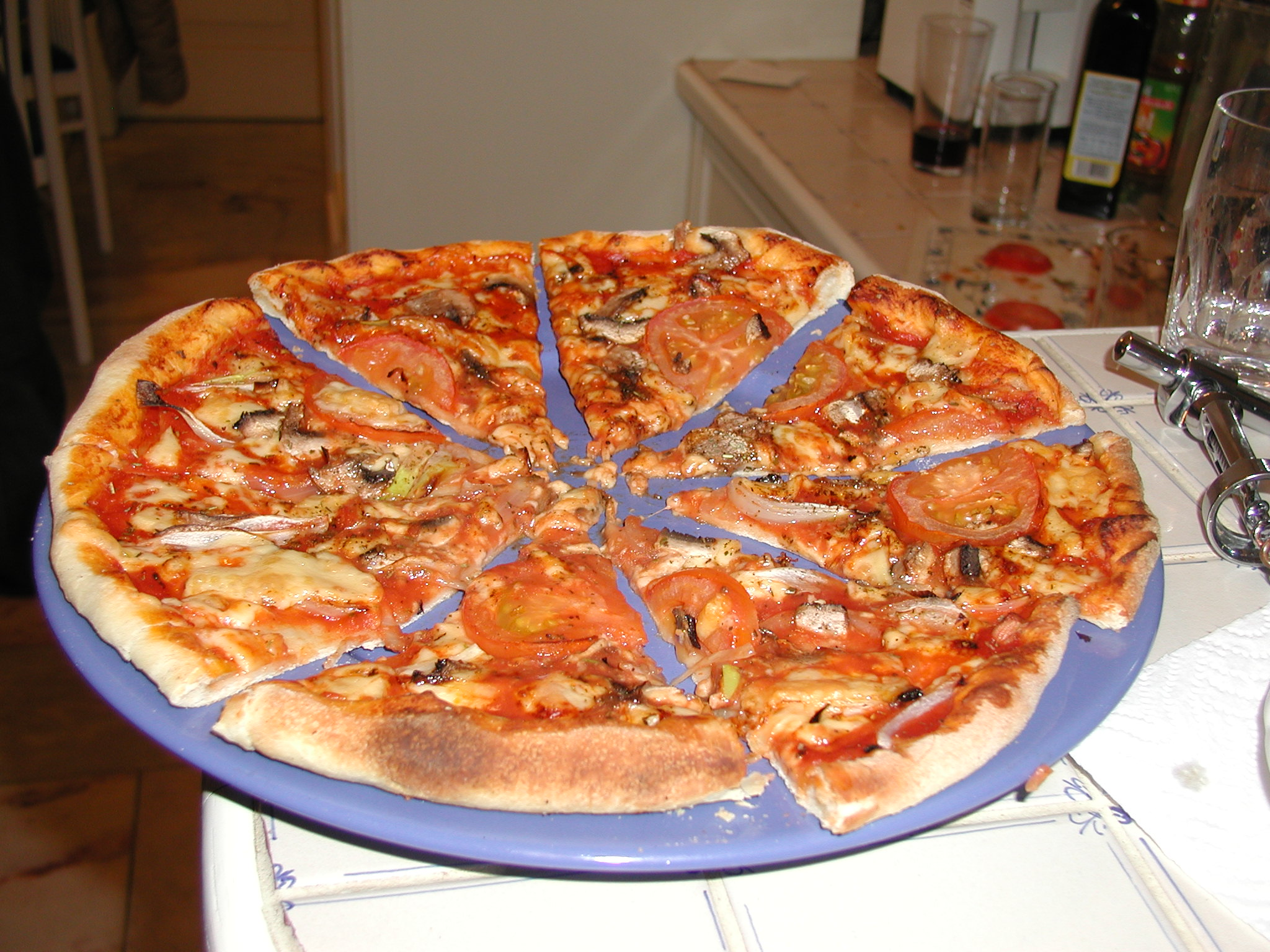
O pizza de casă cu brânză

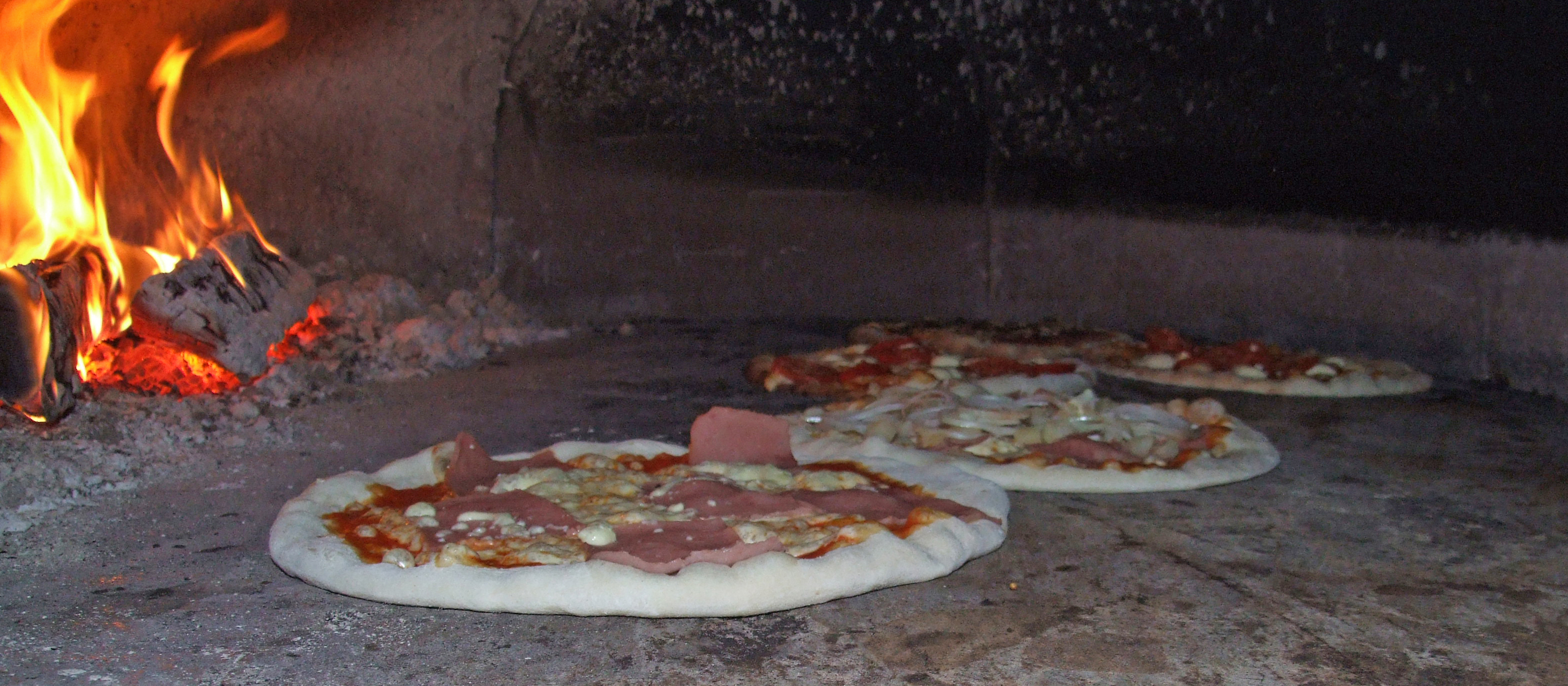
Pizze puse într-un cuptor cu lemne pentru foc (Speyer, Germania)

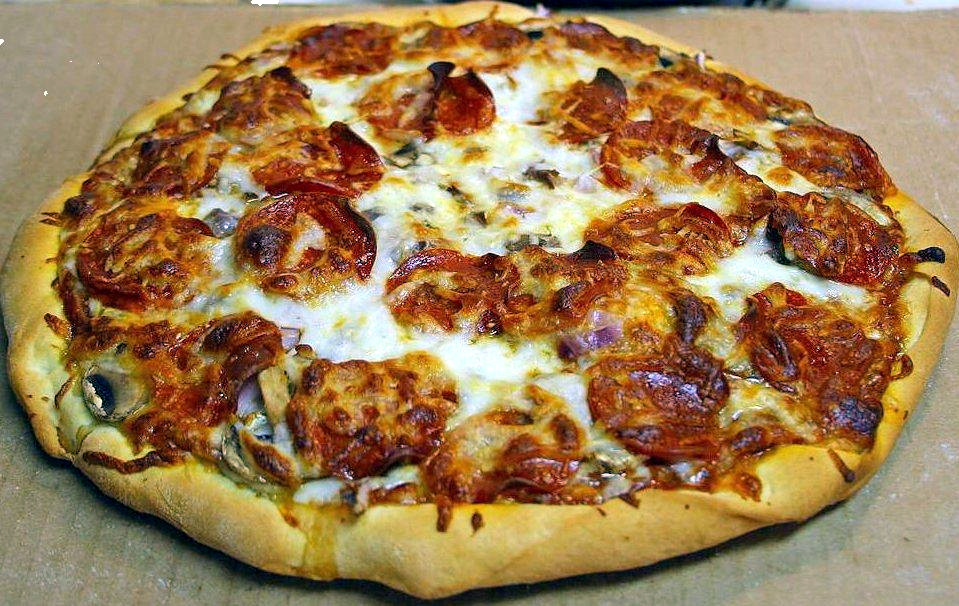
Pizza cu cârnați picanți

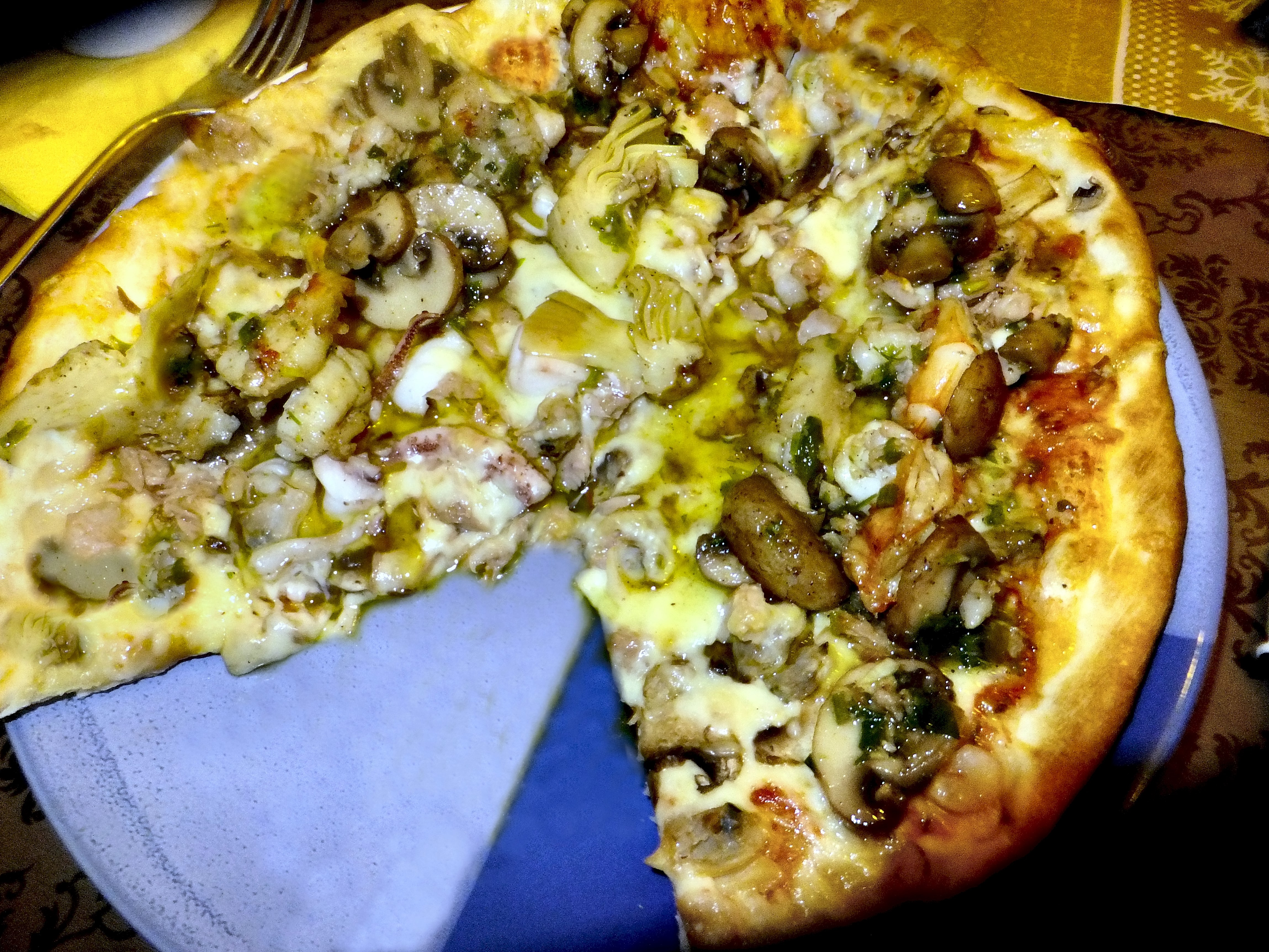
Pizza cu fructe de mare

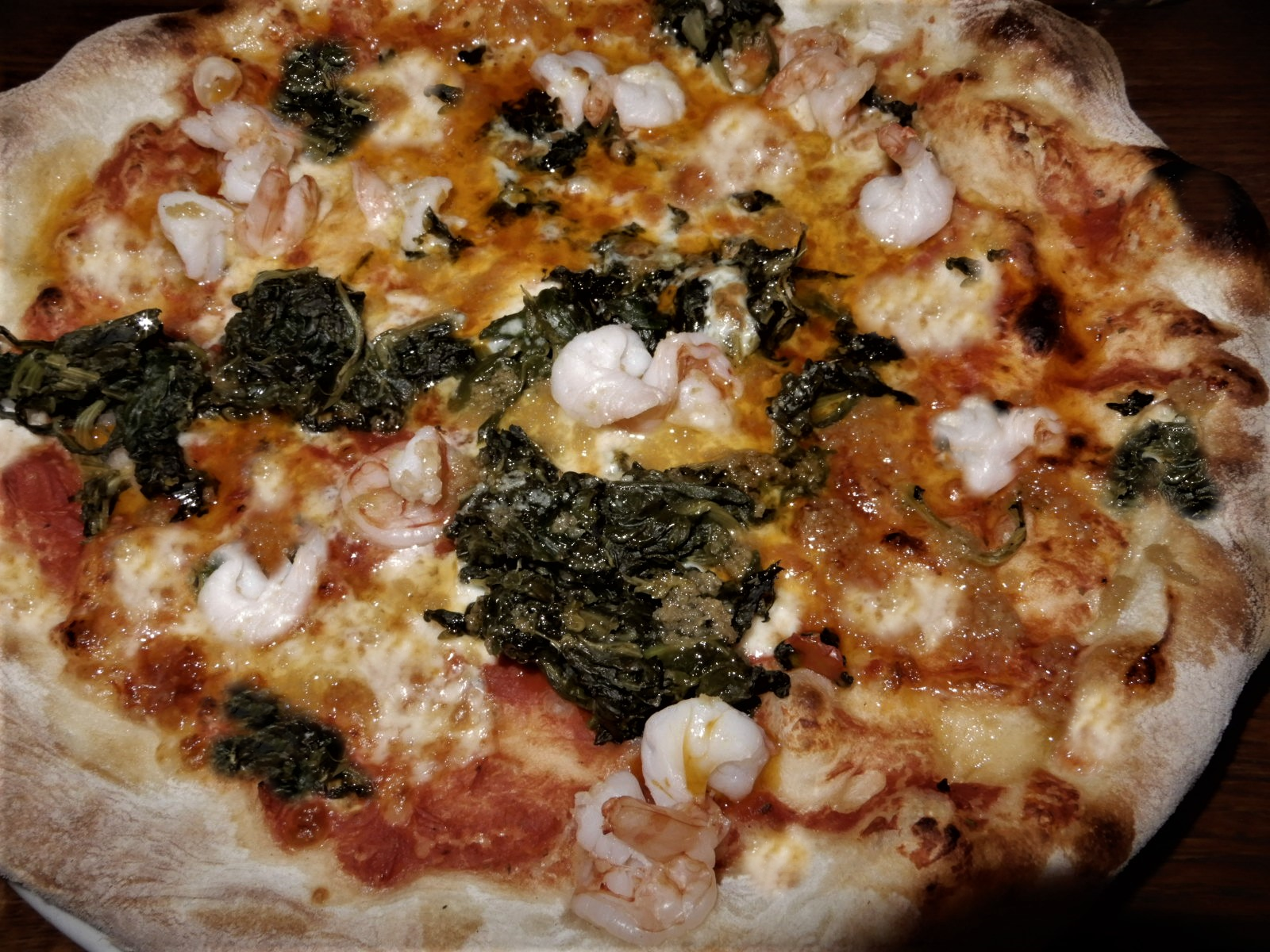
Pizza cu crevete, spanac și usturoi

Pizza nu este cert originară din Italia. De fapt, nu se știe cine a „inventat” acest tip de mâncare. Deși cultura mediteraneeană are variante incipiente înrădăcinate în dieta lor, variante similare au fost descoperite și în Egipt, Babilon și Imperiul Persan. Se știe că în Grecia Antică mâncau o pâine rotundă și plată, deasupra căreia puneau diferite condimente și ingrediente. Adițional, în cenușa rezultată în urma eruperii catastrofale a vulcanului Vezuviu din anul 74, au descoperit dovezi care ar indica faptul că o pâine rotundă din făină ar fi fost consumată la scară mare în acea perioada în Pompei și Neapolis (Neapolis fiind o colonie greacă care ulterior a devenit orașul Napoli). Însă, adevărul este că pizza putea fi inventată de oricine care a descoperit secretul combinării făinii cu apă și încălzirea acestui aluat pe o piatră fierbinte.
Termenul de „pizza” a fost menționat pentru prima oară într-un text latin datat din 997, descoperit în orașul italian Gaeta. Conform acestui text, un lucrător de fermă trebuia să îi dea episcopului orașului duodecim pizze (douăsprezece pizze) cu ocazia Crăciunului și Paștelui.
Termenul propriu-zis poate proveni dintr-o multitudine de cuvinte:
- din cuvântul grec „pikte” (însemnând „cocă frământată”), care în latină a devenit „picta” și ulterior „pitta”;
- din termenul în latină „pinsa” (însemnând „a bate”), putându-se referi la procesul de aplatizare a aluatului);
- din cuvântul în latină „picea”, care poate să se refere la faptul că aceasta se înnegrește în cuptor; sau
- din termenul italian „pizzicare” (însemnând „a trage”), referindu-se la faptul că pizza este trasă afară din cuptor.

În Italia, orașul care este strâns legat de pizza este Napoli. Aici acest fel de mâncare a devenit foarte popular în rândul săracilor, în special fiindcă era foarte ieftin de preparat, gustos și sățios. Adițional, probabil datorită faptului că pizza era așa de îndrăgită de locuitorii mai săraci, marginea pizzei este mai groasă decât centrul acesteia. Astfel, oamenii săraci, chiar dacă aveau mâinile murdare puteau să țină o felie de pizza în mâini și s-o mănânce, fără să murdărească partea pe care o consumau. Desigur, la sfârșit marginea pizzei era aruncată.
Însă această perioadă a reprezentat doar începutul pizzei, fel de mâncare care astăzi se găsește oriunde în lume, fiind una dintre cele mai populare feluri de mâncare.
Istoria pizzei moderne a început o dată cu aducerea roșiilor în Europa din America, în secolul XVI. La început însă s-au bănuit a fi otrăvitoare, ca alte plante din familia Solanaceae. În secolul XVIII săracii din Napoli obișnuiau să pună sos de roșii peste pâinea lor plată. Așa s-a născut pizza pe care o cunoaștem astăzi. Cu timpul a câștigat popularitate și turiștii veneau special în zonele sărace din Napoli pentru a gusta diversele rețete de pizza, preparate de pizzaioli.
Inițial acest fel de mâncare a fost comercializat la chioșcurile în aer liber. Sub forma unui astfel de chioșc a fost înființată în 1738 și prima pizzerie, "Antica Pizzeria Port’Alba", care s-a deschis în jurul anului 1830 la Napoli sub forma pe care o au astăzi pizzeriile, cu mese și scaune, și este deschisă și astăzi. Alexandre Dumas ne povestește că în anii aceștia pizza era mâncarea de bază în Napoli și că avea ingrediente variate, cum ar fi brânză, roșii, ulei și anșoa. Tot în această perioadă se crede ca pizzaioli au început coacerea pizzei în cuptorul de cărămizi. Altă pizzerie faimoasă este "Da Michele" (deschisă în 1870), unde mulți consideră că ar fi singurele Pizza Marinara și Pizza Margherita. Marinara este prima rețetă de pizza. Margherita a fost prima pe care s-a pus brânză. Este atribuită lui Raffaele Esposito, care lucra la pizzeria "Pietro... e basta così" ("Pietro... și ajunge") (deschisă în 1880), care mai există și astăzi, sub numele de "Pizzeria Brandi". Legenda spune că în 1889 regele Umberto I al Italiei si soția lui, regina Margherita, au pornit într-un tur al țării. De-a lungul călătoriilor, regina a devenit intrigată de pâinea plată cu ingrediente deasupra, pe care o savurau italienii de rând. Astfel, și-a rugat gărzile să-i aducă și ei o felie. Cum i-a plăcut foarte mult această mâncare, regina i-a ordonat lui Raffeale Esposito să-i pregătească mai multe sortimente de pizza, neinteresând-o că oamenii din curtea regală nu au văzut cu ochi buni faptul ca regina mănâncă același lucru cu oamenii de rând. Astfel, brutarul Esposito i-a pregătit reginei trei feluri de pizza: una cu slănină, brânză și busuioc; a doua cu usturoi, ulei și roșii; și al treilea cu roșii, mozarella și busuioc (culorile căreia reprezentau chiar steagul italian – roșu, alb și verde). Acest ultim sortiment a fost preferatul reginei, iar brutarul Esposito a numit acest fel de pizza după ea: Pizza Margherita.
În zilele noastre, Asociația Pizzei Napolitane Veridice are reguli foarte stricte în ceea ce privește pregătirea unei pizza autentic napolitane. Astfel, pizza trebuie coaptă într-un cuptor cu lemne boltit, aluatul trebuie frământat și aplatizat manual, fără folosirea unor instrumente (din aceasta cauză pizzaioli pregătesc pizza rulând-o cu degetele în aer). În plus, diametrul pizzei nu trebuie să depășească 35 de centimetri, respectiv aluatul nu poate fi mai gros de 1/3 cm în mijloc.

## Topping-uri și feluri de pizza
Topping-urile folosite cel mai des sunt:
- sos - tradițional sos de tomate, astăzi se folosesc și pesto sicilian sau alte sosuri
- brânză - tradițional mozzarella, astăzi se folosesc și cașcaval, provolone sau alte tipuri de brânză
- ierburi și condimente - oregano, busuioc, usturoi
- carne - șuncă, salam (în special pepperoni), cârnați, pui, ton, creveți
- legume - măsline, ardei grași, porumb, ceapă, roșii
- ciuperci

Cele mai autentice pizze se fac cu ingrediente locale, cum ar fi:
- Roșiile de San Marzano, care cresc pe câmpiile din jurul vulcanului Vezuviu
- Mozzarella di Bufala Campana, făcută din laptele bivolițelor de apă crescute în regiunile Campania și Lazio

Feluri de pizza
- Pizza din Napoli (Pizza Napoletana): 
  - Pizza Marinara (cu roșii, usturoi, oregano și ulei)
  - Pizza Margherita (cu roșii, mozzarella feliată, busuioc și ulei)
  - Pizza Margherita Extra (Pizza Margherita cu Mozzarella di Bufala Campana)
- Pizza din Lazio: 
  - Pizza Rustica
  - Pizza a Taglio
- Pizza Romana (cu roșii, mozzarella, anșoa, oregano și ulei)
- Pizza Viennese (cu roșii, mozzarella, cârnați nemțești, oregano și ulei)
- Pizza cu șuncă și ciuperci (cu roșii, mozzarella, șuncă și ciuperci)
- Pizza Prosciuto [4] (cu prosciuto, mozzarella și ulei)
- Pizza Prosciuto e Funghi (cu prosciuto, ciuperci, mozzarella și ulei)
- Pizza Capricciosa (cu roșii, mozzarella, ciuperci, anghinare, șuncă, măsline și ulei)
- Pizza Quattro Stagioni - "Patru Anotimpuri" (aceleași ingrediente ca la Capricciosa, dar neamestecate)
- Pizza Quattro Formaggi - "Patru brânzeturi" (cu patru feluri de brânză: mozzarella și trei dintre următoarele patru: stracchino, fontina, gorgonzola și ricotta)
- Pizza Frutti di Mare (cu roșii, mozzarella, fructe de mare, usturoi, după gust și cu ciuperci, Anghinare)
- Pizza Siciliana
- Pizza Bianca - fără sos de roșii
- Pizza Hawaiiană - cu șuncă și ananas
- Calzone sau Ripieno este o pizza în formă de semilună umplută cu ricotta, salami și mozzarella

- sunt, de asemenea, multe feluri de pizza create în Statele Unite ale Americii